# Puchar Świata w biegach narciarskich 2015/2016 – Lillehammer
Drugie zawody Pucharu Świata w biegach narciarskich w sezonie 2015/2016 odbyły się w norweskim Lillehammer. Konkurencje rozegrano 5 i 6 grudnia. Zawodnicy rywalizowali w biegach łączonych (2x7,5 km dla kobiet oraz 2x15 km dla mężczyzn), natomiast zespoły narodowe w sztafetach.

## Program zawodów
| Dzień     | Konkurencja           | Początek  | Liczba uczestników |
| --------- | --------------------- | --------- | ------------------ |
| 5 grudnia | Bieg łączony kobiet   | 10:00 CET | 56                 |
| 5 grudnia | Bieg łączony mężczyzn | 11:20 CET | 79                 |
| 6 grudnia | Sztafeta kobiet       | 10:00 CET | 12x4               |
| 6 grudnia | Sztafeta mężczyzn     | 11:50 CET | 18x4               |

## Wyniki

### Bieg łączony kobiet
| Pozycja | Zawodniczka              | Reprezentacja | Wynik   | Strata  |
| ------- | ------------------------ | ------------- | ------- | ------- |
| złoto   | Therese Johaug           | Norwegia      | 42:17,7 | –       |
| srebro  | Heidi Weng               | Norwegia      | 43:47,0 | +1:29,3 |
| brąz    | Charlotte Kalla          | Szwecja       | 43:47,1 | +1:29,4 |
| 4.      | Nicole Fessel            | Niemcy        | 44:12,5 | +1:54,8 |
| 5.      | Maiken Caspersen Falla   | Norwegia      | 44:13,7 | +1:56,0 |
| 6.      | Petra Nováková           | Czechy        | 44:14,8 | +1:57,1 |
| 7.      | Anne Kyllönen            | Finlandia     | 44:38,8 | +2:21,1 |
| 8.      | Kerttu Niskanen          | Finlandia     | 44:39,9 | +2:22,2 |
| 9.      | Teresa Stadlober         | Austria       | 44:40,2 | +2:22,5 |
| 10.     | Ingvild Flugstad Østberg | Norwegia      | 44:41,7 | +2:24,0 |
| ...     |                          |               |         |         |
| 32.     | Justyna Kowalczyk        | Polska        | 46:39,2 | +4:21,5 |

### Bieg łączony mężczyzn
| Pozycja | Zawodnik               | Reprezentacja | Wynik     | Strata  |
| ------- | ---------------------- | ------------- | --------- | ------- |
| złoto   | Martin Johnsrud Sundby | Norwegia      | 1:19:22,9 | –       |
| srebro  | Niklas Dyrhaug         | Norwegia      | 1:20:06,9 | +44,0   |
| brąz    | Hans Christer Holund   | Norwegia      | 1:20:09,8 | +46,9   |
| 4.      | Sjur Røthe             | Norwegia      | 1:20:36,4 | +1:13,5 |
| 5.      | Maurice Manificat      | Francja       | 1:20:41,1 | +1:18,2 |
| 6.      | Petter Northug         | Norwegia      | 1:20:51,4 | +1:28,5 |
| 7.      | Emil Iversen           | Norwegia      | 1:20:52,1 | +1:29,2 |
| 8.      | Anders Gløersen        | Norwegia      | 1:20:53,1 | +1:30,2 |
| 9.      | Stanisław Wołżencew    | Rosja         | 1:21:10,1 | +1:47,2 |
| 10.     | Alex Harvey            | Kanada        | 1:21:20,0 | +1:57,1 |

### Sztafeta kobiet
| Pozycja | Zawodniczki                                                                          | Reprezentacja     | Wynik   | Strata  |
| ------- | ------------------------------------------------------------------------------------ | ----------------- | ------- | ------- |
| złoto   | Maiken Caspersen Falla Ingvild Flugstad Østberg Therese Johaug Heidi Weng            | Norwegia          | 53:33,1 | –       |
| srebro  | Krista Pärmäkoski Kerttu Niskanen Laura Mononen Anne Kyllönen                        | Finlandia         | 55:32,2 | +1:59,1 |
| brąz    | Rosie Brennan Sadie Maubet Bjornsen Elizabeth Stephen Jessica Diggins                | Stany Zjednoczone | 55:40,2 | +2:07,1 |
| 4.      | Astrid Jacobsen Kari Øyre Slind Maria Strøm Nakstad Ragnhild Haga                    | Norwegia II       | 55:41,6 | +2:08,5 |
| 5.      | Ida Ingemarsdotter Emma Wikén Maria Rydqvist Charlotte Kalla                         | Szwecja           | 56:11,5 | +2:38,4 |
| 6.      | Sandra Ringwald Stefanie Böhler Monique Siegel Nicole Fessel                         | Niemcy            | 56:17,9 | +2:44,8 |
| 7.      | Kari Vikhagen Gjeitnes Kathrine Rolsted Harsem Marthe Kristoffersen Silje Øyre Slind | Norwegia III      | 56:49,7 | +3:16,6 |
| 8.      | Julija Biełorukowa Natalja Nieprjajewa Polina Kalsina Natalja Matwiejewa             | Rosja II          | 57:00,3 | +3:27,2 |
| 9.      | Jewgienija Szapowałowa Anastasija Docenko Natalja Żukowa Alewtina Tanygina           | Rosja             | 57:12,5 | +3:39,4 |
| 10.     | Silje Theodorsen Berit Mogstad Anne Kjersti Kalvå Marthe Bjørnsgaard                 | Norwegia IV       | 58:09,5 | +4:36,4 |

### Sztafeta mężczyzn
| Pozycja | Zawodniczki                                                                    | Reprezentacja | Wynik     | Strata |
| ------- | ------------------------------------------------------------------------------ | ------------- | --------- | ------ |
| złoto   | Niklas Dyrhaug Hans Christer Holund Martin Johnsrud Sundby Petter Northug      | Norwegia I    | 1:13:25,7 | –      |
| srebro  | Martin Løwstrøm Nyenget Mathias Rundgreen Simen Andreas Sveen Finn Hågen Krogh | Norwegia III  | 1:13:28,5 | +2,8   |
| brąz    | Emil Iversen Didrik Tønseth Sjur Røthe Anders Gløersen                         | Norwegia II   | 1:13:40,5 | +14,8  |
| 4.      | Stanisław Wołżencew Maksim Wylegżanin Aleksandr Legkow Andriej Łarkow          | Rosja I       | 1:13:57,6 | +31,9  |
| 5.      | Jewgienij Biełow Aleksandr Biessmiertnych Siergiej Turyszew Siergiej Ustiugow  | Rosja II      | 1:14:07,8 | +42,1  |
| 6.      | Federico Pellegrino Dietmar Nöckler Roland Clara Francesco De Fabiani          | Włochy        | 1:14:09,3 | +43,6  |
| 7.      | Jean-Marc Gaillard Maurice Manificat Robin Duvillard Adrien Backscheider       | Francja       | 1:14:13,2 | +47,5  |
| 8.      | Jonas Baumann Dario Cologna Toni Livers Curdin Perl                            | Szwajcaria    | 1:14:14,2 | +48,5  |
| 9.      | Johan Hoel Simen Hegstad Krüger Magne Haga Daniel Myrmæl Helgestad             | Norwegia IV   | 1:14:16,7 | +51,0  |
| 10.     | Andreas Katz Jonas Dobler Florian Notz Tim Tscharnke                           | Niemcy        | 1:14:23,2 | +57.5  |